# Bally Sente Sac 2
Bally Sente Sac 2 es una Placa de arcade creada por Bally (quien además era dueña de Midway) destinada a los salones arcade.

## Descripción
El Bally Sente Sac 2 fue lanzada por Bally en 1984.
El sistema tenía dos procesadores: un 68000 a 8MHz y un 6809 a 1.25 MHz. Con respecto al audio, posee un procesador Z80 operando a 4 MHz y 6 chips de sonido CEM3394.
En esta placa funcionó un prototipo, el Shrike Avenger.

## Especificaciones técnicas

### Procesador
- 68000 a 8MHz
- 6809 a 1.25 MHz

### Audio
- Z80 a 4 MHz

Chip de Sonido:
- - 6x CEM3394

## Lista de videojuegos
- Shrike Avenger